# 孔雀王 (ファミリーコンピュータ)
『孔雀王』（くじゃくおう）は、1988年9月21日に日本のポニーキャニオンから発売されたファミリーコンピュータ用コマンド選択式アドベンチャーゲーム。
荻野真の漫画『孔雀王』（1985年 - 1989年）を題材としている。ストーリーは原作のOVA『孔雀王 鬼還祭』を基盤としており、岩戸神族との戦いに始まり、最終的には闇の大君を倒すのが目的。ゲームシステムはオーソドックスなコマンド選択式となっているが、ロールプレイングゲームのように戦闘パートが追加されている事を特徴としている。
開発はグラフィックリサーチが行い、プロデューサーはゲームボーイ用ソフト『倉庫番』（1989年）を手掛けた有本和彦、シナリオはファミリーコンピュータ用ソフト『アイドル八犬伝』（1989年）を手掛けた安藤尚彦、メインテーマ曲はロックバンドであるTHE ALFEEの高見沢俊彦が手がけている。
同年にMSX2に移植された。

## ゲーム内容

### システム
主人公は退魔師の孔雀。シナリオは全8章で構成されている。ロールプレイングゲームの要素もあり、エンカウントによる敵やボス級の敵との戦闘も用意されている。アドベンチャーパートから敵との戦闘まで、全てコマンド選択方式により行われる。数日後に発売されたセガ・マークIII版と違い、アクションモードは一切ない。
なお、バッテリーバックアップは搭載されておらず、パスワード方式となっている。

### 戦闘パート
敵が現れる地帯では、エンカウントにより敵キャラが出現する。また物語の要所でボス級の敵と戦うことになる。「攻撃（通常攻撃）」「逃げる」「術」「道具」のコマンドを使い、ターン制の戦闘を進めていく（ただし、最終戦闘に限り若干ルールが異なる）。
攻撃時のダメージ算定にかなりのむら（ミスや一桁程度の小ダメージが頻発したかと思えば、いきなり致命傷クラスの大ダメージが発動、等）があった。後述のとおり体力の回復が困難なゲームシステムであったこともあり、難易度は高めである。
戦闘に敗北した場合は裏高野の慈空阿闍梨の元に戻されるが、基本的にゲームオーバーになることはない。ただし、ある戦闘においては間違った行動をとってしまうとゲームオーバー（バッドエンディング）となる。

### 孔雀の能力

#### ステータス
孔雀には「体力」「気力」「攻撃力」「防御力」のステータスがある。
体力
HPに相当する、敵の攻撃を耐える値。ゼロになると死亡し、特定の復活ポイントに戻される。なお体力の回復は各章の特定の場所でしかできない。章を終える毎に最大値がアップする。
気力
MPに相当し、後述の「術」を使うための値。敵を倒すことで吸収し蓄えることができる。
攻撃力
敵にダメージを与える際の基本値。特定の条件で上昇する。
防御力
敵から受けるダメージを軽減する際の基本値。攻撃力同様、特定の条件で上昇する。

#### 術の種類
術は戦闘で使用するものが多数を占める。強力な術ほど気力を多く消費する（ただし、アドベンチャーパートでは気力を消費しない）。なお、戦闘時に使用する術も「悪霊を払う」「成仏させる」等、アドベンチャーパートで用いる場合がある。
はやくじ
早九字を切り、敵に少しダメージを与える。
いんどら
雷神インドラを呼び、雷を落とす。
ふどう
不動明王を呼び、炎を放つ。
かんのん
観音様を呼び、敵を成仏させる。
まゆきり
孔雀本来の力を解放し、空を飛ぶ。
まりしてん
摩利支天を呼び、一時的に攻撃力を上げる。
はってん
護世八天（正確には風天）を呼び、風を起こす。
かんぎてん
歓喜天を呼び、ゲーム再開用のパスワードを聞ける。
してんのう
四天王を呼び出し、4回連続で攻撃する。

### 登場キャラクター

#### 裏高野
孔雀（くじゃく）
主人公の退魔師。
慈空阿闍梨（じくうあじゃり）
孔雀の師匠。
宮毘羅（くびら）
裏高野の精鋭「十二神将」のリーダー。比叡山に派遣されたところを岩戸神族に襲われ、彼らの脅威を孔雀に言い遺して死亡する。

#### 若狭編
八百比丘尼（やおびくに）
若狭の漁師一家の娘が、人魚に授けられた人面魚の肉を食べて魔物と化した姿。
人魚（にんぎょ）
若狭の事件の黒幕。美しさを保つために人肉を糧としており、漁師の娘を下僕に変えて人間をさらわせていた。真の狙いは事件を利用して孔雀を誘い出し餌食とすることであり、海中で孔雀を襲うも敗北、消滅した。最期に比叡山に向かった孔雀の仲間たちのことを口走っており、岩戸神族（もしくはその背後の魔族）と協力関係にあったことが示唆されている。

#### 岩戸神族
本作における当初の敵。土偶や埴輪を模ったような面や鎧を身に纏う。出雲大社の御柱と呪符により封印されていたが何者かの手により復活し、孔雀たち裏高野の勢力と敵対する。さらに強大な力を持つ八岐大蛇や大国主を復活させようとしていた。太古の昔、岩戸神族は優れた霊力と文明により栄えていたが、魔族との戦いで多くの者が命を落とし、最終的には魔族の長である闇の大君を封印したものの、その封印を守っていくだけの力は残されていなかった。そこで、新たに出現した天神族に後を託し、呪符で自らの力を封じて静かに生きていく道を選んだ。しかし闇の大君の復活を企む魔族が計画の手駒とするために復活させ、さらに天神族が彼らを封印した怨敵であるという嘘を吹き込み、大君の復活の障害となる孔雀たち天神族の末裔を襲わせていた。その後、魔族の暗躍が顕在化したことで自分たちが利用されていたことに気付き、孔雀たちと停戦。長である大黒が倒された後は登場しない。
いわとしんぺい
いわとぞくかんぶ
わかひこ
あさかひめ
岩戸神族の女性幹部。出雲大社で孔雀を待ち構えており、大蛇の姿で孔雀と戦うが敗北。しまずひこが死亡した後は彼の遺志を継ぎ真実を知るために去って行く。
しまずひこ
岩戸神族の幹部。上層部のやり方に疑問を持っており、孔雀の話を聞いて首領のだいこくに真実を確認しようとするが、現れたグールに襲われ致命傷を負い、大国主の復活の鍵である玉を孔雀に託して絶命する。
うつほひこ
岩戸神族の幹部。熊野神社で孔雀と対面し、しまずひこから玉を託された孔雀を信じて大国主の正体とだいこくの居場所を告げる。
だいこく
火神岳にいる岩戸神族の長。遮光器土偶のような全身鎧を纏い、素顔は不明。魔族の洗脳で意思を持たない傀儡にされているらしく、話しかけても天神族への恨みを呟くばかりで会話も成立しない。バジリスクの命令で孔雀に襲いかかるが敗れて死亡。その鎧の腕部分は、もう一つの大国主復活の鍵になっている。
おおくにぬし

#### 黄泉の国
豊受気媛（とようけのひめ）
天邪鬼（あまのじゃく）
黄泉神（よもつかみ）
八雷神（はちらいじん）
黄泉醜女（よもつしこめ）
伊耶那美神（いざなみのかみ）

#### 魔族
岩戸神族の黒幕にして、本作品の真の敵。目的は首領である闇の大君の復活であり、そのために岩戸神族を利用していた。
グール
出雲大社に現れた魔族。しまづひこを殺害するが孔雀に倒される。
バジリスク
火神岳に現れた魔族。岩戸神族の長である大黒に会いに来た孔雀を襲った。
アスモデイ
皆神山のピラミッドに現れた魔族。
サルガタナス
皆神山のピラミッドに現れた魔族。
ベルゼバブ
皆神山のピラミッドに現れた魔族。最初は洗脳した阿修羅を孔雀に嗾け、彼女の洗脳が解けて失敗すると今度は自ら孔雀と戦う。最後は敗れるも死の間際に闇の大君の封印を解いてしまう。
アスタロト
鹿島神社に現れた魔族。復活させた八岐大蛇を追う孔雀の前に立ち塞がる。
アガリアレプト
鹿島神社に現れた魔族。復活させた八岐大蛇を追う孔雀の前に立ち塞がる。
ベール
鹿島神社に現れた魔族。復活させた八岐大蛇を追う孔雀の前に立ち塞がる。
サタナキア
鹿島神社に現れた魔族。復活させた八岐大蛇を追う孔雀の前に立ち塞がる。
闇の大君
魔族の首領にして本作のラストボス。太古の昔、岩戸神族によって皆神山のピラミッドに封印されていたが、魔族の暗躍により復活を遂げる。鹿島神社の上空に出現し孔雀と対峙。孔雀が復活させた八岐大蛇と壮絶な死闘を繰り広げる。この戦闘は通常の戦闘パートとシステムが異なり、孔雀が八岐大蛇の八つの頭に「火炎」「雷撃」「突撃」「防御」の命令を与えて戦わせ、八岐大蛇の攻撃で闇の大君の気力が尽きれば勝利、闇の大君の攻撃で孔雀の体力が尽きれば敗北となる。

#### その他
王仁丸（おにまる）
孔雀の仲間の呪禁道士で式鬼の使い手。本作品では孔雀とは初対面という設定。雇われて熱田神宮で草薙の剣を警護しており、草薙の剣を手に入れようとする孔雀と戦闘になりかけるが、孔雀が裏高野の人間と知って停戦。孔雀に剣を託すと、それが贋物らしいと告げて去る。
阿修羅（あしゅら）
原作におけるヒロインで魔神・阿修羅王の血を引く少女。本作品では皆神山のピラミッドにてベルゼバブに操られて孔雀と対戦するが、孔雀の命懸けの呼び掛けにより解放される。王仁丸とは異なり、孔雀とは既に面識がある模様。
八岐大蛇（やまたのおろち）
鹿島神社の要石に封印されており、岩戸神族が甦らせようとしていた。正体は八首の龍の形をした光のエネルギー体であり、闇のエネルギー体である闇の大君を倒すことができる唯一の存在。封印を解くには七支刀で要石を壊す必要があり、復活した八岐大蛇を制御するには草薙の剣と八咫鏡が必要。

## 移植版
| No. | タイトル | 発売日 | 対応機種 | 開発元               | 発売元           | メディア     | 型式      | 備考 |
| --- | -------- | ------ | -------- | -------------------- | ---------------- | ------------ | --------- | ---- |
| 1   | 孔雀王   | 1988年 | MSX2     | グラフィックリサーチ | ポニーキャニオン | ロムカセット | L58Y-5113 |      |

## 音楽

### メインテーマ
「レプリカント スキャンダル」
- 作詞・作曲：高見沢俊彦、歌：SPLASH

## スタッフ
- 原作：荻野真、集英社
- 制作：ひらのまさいちろう、中島誠一
- 制作管理：太田史郎
- シナリオ、ゲームデザイン：ながたひろあき
- シナリオ設定：安藤尚彦
- シナリオ・アシスト：武田明
- キャラクターデザイン：かつたたけひろ、城所哲也
- 音楽：安田毅
- アレンジャー：西川道博、城所哲也
- プログラマー：宮原一仁、島野康弘、水谷靖志、浜田康之、渡辺裕一
- プロデューサー：有本和彦

## 評価
ゲーム誌『ファミコン通信』の「クロスレビュー」では5・7・7・4の合計23点（満40点）、『マル勝ファミコン』では5・7・7・6・7の合計32点（満50点）、『ファミリーコンピュータMagazine』の読者投票による「ゲーム通信簿」での評価は以下の通り、19.62点（満30点）となっている。
| 項目 | キャラクタ | 音楽 | 操作性 | 熱中度 | お買得度 | オリジナリティ | 総合  |
| 得点 | 3.60       | 3.26 | 3.22   | 3.28   | 3.10     | 3.16           | 19.62 |